# 415
Період падіння Західної Римської імперії. У Східній Римській імперії триває правління Феодосія II. У Західній формально править Гонорій, але значна частина території окупована варварами. У Китаї правління династії Цзінь. В Індії правління імперії Гуптів. У Японії триває період Ямато. У Персії править династія Сассанідів.
На території лісостепової України Черняхівська культура. У Північному Причорномор'ї готи й сармати. Історики VI століття згадують плем'я антів, що мешкало на території сучасної України приблизно з IV сторіччя. З'явилися гуни, підкорили остготів та аланів і приєднали їх до себе.

## Події
- Військовий магістр Констанцій III витісняє візіготів із Галлії. Він полонив Пріска Аттала і відправив із військовим ескортом у Равенну.
- Візіготи окупують Іберійський півострів, райони, що раніше належали вандалам. Король Атаульф із дружиною Галлою Плацидією поселяються в Барселоні. Помирає їхній син Феодосій.
- Атаульф убитий. Його наступник Сігеріх теж убитий після 7 днів правління. Королем візіготів стає Валлія. Він приймає мирну угоду з Римом, виплативши відкуп зерном.
- В Александрії натовп християн убив Гіпатію, жінку математика й філософа.
- У Марселі Іван Касіян організував монастирі за східним зразком.

## Померли
- Гіпатія — філософ, математик і астроном.